# Johann Ferdinand von Auersperg
Johann Ferdinand Fürst von Auersperg (* 29. September 1655 in Wien; † 6. August 1705 in Münsterberg in Schlesien) war seit 1677 der 2. Fürst von Auersperg und Herzog von Schlesien-Münsterberg.
Sein Vater Johann Weikhard von Auersperg (1615–1677) war erblicher Reichsfürst und hatte 1653/54 von Kaiser Ferdinand III. in dessen Eigenschaft als böhmischer König das Herzogtum Münsterberg als ein Lehen der Krone Böhmen erhalten.
Johann Ferdinand war seit 1678 mit Maria Anna Gräfin von Herberstein (1660–1726) verheiratet. Deren Tochter Maria Theresia von Auersperg (1686–1756) vermählte sich mit Georg Siegmund Graf von Auersperg-Kirchberg. Johann Ferdinands Nachfolger wurde sein Bruder Franz Karl von Auersperg.